# Даніела Агре
Даніела Агре — болгарська вчена, археолог, що спеціалізується на фракійській археології. Відома дослідженнями життя та побуту фракійського племені одрисів. Керує археологічними розкопками переважно в південно-східній Болгарії. Протягом майже двох десятиліть вона керувала розкопками курганів у селах навколо Єлхова та Болярово.